# Gonzalo de Berceo

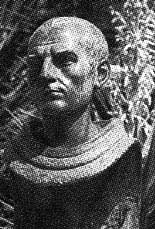
Gonzalo de Berceo.

Gonzalo de Berceo, född omkring 1198 i Berceo, en by i stiftet Calahorra, död före 1264, var Spaniens förste kände skald.
Gonzalo uppfostrades i benediktinklostret i San Millán de la Cogolla, där han sedan var diakon, dock utan att inträda i orden. Han är författare till nio dikter på tillsammans 13 000 verser, Vida de Sancto Domingo de Silos, Historia del Señor Sant Millan de Cogolla, Del Sacrificio de la Missa, Martyrie de Sant Laurencio, Loores de Nuestra Señora, De los Signos que aparecerán antes del Juicio, Milagros de Nuestra Señora, Duelo que hizo la Virgen Maria el dia de la Pasión de su hijo Jesucristo och Vida de Sancta Oria, Virgen, hans kanske bästa arbete. Dessutom författade Gonzalo tre hymner, till den Helige Ande, Jungfru Maria och Gud Fader (varjämte han möjligen är författare till Libro de Alexandro). Det är således uteslutande religiösa ämnen, som han behandlar. Adolf Hillman skriver i Nordisk familjebok: "G. är ingen stor skald, men hans stil utmärkes af enkelhet och andakt, och ibland finner man glimtar af stark mystisk inspiration. Han lyckas sålunda popularisera sina kära helgonlegender." Versformen är cuaderna via, enrimmade fyrradiga alexandrinstrofer. Versbyggnaden är ytterst noggrann. Hans verk är intagna i Rivadeneiras Biblioteca de autores españoles, volym LVII. 